# Роберто Роча
Роберто Келхо Роча (4. август 1965) бразилски је политичар. Постао је федерални сенатор из Марањаја, 1. фебруара 2015.